# ロノー先生の悪魔な神授業
『ロノー先生の悪魔な神授業』（ロノーせんせいのあくまなかみじゅぎょう）は、毎日放送・TBS系列「スーパーアニメイズム」枠で2020年3月から4月まで放送された短編テレビアニメ。映像授業を完全アニメ化した新プロジェクト「Animation Class Project」の一環で、Lay-duce、MBS、スタディサプリによる共同プロジェクト。
『ハイキュー!! TO THE TOP』の放送終了直後に始まる短編アニメで時間にして約2分程である。YouTubeでも配信される。
原案とキャラクターデザインはオノ・ナツメ。教師であるロノーの声は、英語が得意な声優・村瀬歩が担当。

## 内容
謎の二次元教師ロノー先生がわかりやすく、１つの英文法等を解説していくもの。生徒は画面の向こうの視聴者、つまり登場人物はロノー先生1人である。

## スタッフ
- キャラクターデザイン原案 - オノ・ナツメ
- キャラクターデザイン/コンセプトアート - 佐古 宗一郎
- 演出 - 飯田 祥弘
- コンポジット - 清水 理央
- 色彩設計 - 山崎 朋子
- 特殊効果 - 山田 可奈子
- 美術 - 宍戸 太一Live 2D
- リードデザイナー - 円谷 あづさ
- デザイナー - 村木 紀之 　　松田 範雄 　　濱中 裕
- 録音演出 - 渡辺 悠介
- 音響効果 - 八十 正太
- サウンドミキサー - 山後 茜
- サウンドエディター - 川﨑 千遥　山口 桃
- 音響制作/録音スタジオ - ＨＡＬＦ Ｈ・Ｐ STUDIO
- 授業監修 - 関　正生（スタディサプリ）
- プロデューサー - 前田 俊博 　 米内 則智
- web制作 - 加々本 裕樹（P!coli）
- ロゴデザイン - 岡　裕希（アラスカ）
- アニメーション制作 - Lay-duce